# Leo Proost
Leo Proost, (Oud-Turnhout, 1 de novembre de 1933 – 24 de maig de 2016) fou un ciclista belga, que va ser professional del 1957 fins al 1973. Es va especialitzar en la pista on destaquen els tres Campionats del món de Mig fons.

## Palmarès
- 1956
  -  Campió de Bèlgica de Madison amateur
- 1963
  -  Campió del món de mig fons
  - 1r als Sis dies d'Anvers (amb Rik Van Steenbergen i Palle Lykke)
  -  Campió de Bèlgica de mig fons
- 1964
  -  Campió de Bèlgica de mig fons
- 1965
  - Campió d'Europa de mig fons
  -  Campió de Bèlgica de mig fons
- 1966
  - Campió d'Europa de mig fons
  -  Campió de Bèlgica de mig fons
- 1967
  -  Campió del món de mig fons
  -  Campió de Bèlgica de mig fons
  -  Campió de Bèlgica de derny
- 1968
  -  Campió del món de mig fons
  -  Campió de Bèlgica de mig fons